# Pavel Čuchraj
Pavel Grigoryevič Čuchraj (in russo Па́вел Григо́рьевич Чухра́й?; Bykovo, 14 ottobre 1946) è un regista e sceneggiatore russo.
È figlio d'arte: il padre era Grigorij Naumovič Čuchraj.
Con il film Il ladro (Vor) ha ricevuto la candidatura per l'Oscar al miglior film in lingua straniera ai Premi Oscar 1998.

## Filmografia
- Kletka dlja kanareek (1983)
- Russkaja igra (2007)